# Patan (huyện)
Huyện Patan là một huyện thuộc bang Gujarat, Ấn Độ. Thủ phủ huyện Patan đóng ở Patan. Huyện Patan có diện tích 5738 ki lô mét vuông. Đến thời điểm năm 2001, huyện Patan có dân số 1181941 người.